# Koroghlu (metropolitana di Baku)
Koroghlu (1972—2011 Azizbekov) è una stazione della Linea 1 della Metropolitana di Baku.
È stata inaugurata il 6 novembre 1972.